# Великодальницька сільська територіальна громада
Великодальницька сільська територіальна громада — територіальна громада в Україні, в Одеському районі Одеської області. Утворена 17 липня 2020 року в результаті об'єднання Великодальницької сільської ради Біляївського району із Петродолинською сільською радою Овідіопольського району. Адміністративний центр — село Великий Дальник.

## Склад громади
До складу громади входить два села (Великий Дальник і Петродолинське) і одне селище Розселенець.